# ألفونسو غوميز
ألفونسو غوميز (بالإسبانية: Alfonso Gómez)‏ مواليد 28 أكتوبر 1980 في غوادالاخارا، هو ملاكم مكسيكي يصنف ضمن فئة وزن خفيف المتوسط.

## إحصائيات
خاض خلال مسيرته 33 نزالا، فاز في 25 وتعادل في 2 وخسر في 6. فاز بالضربة القاضية في 12 نزالا.

## وصلات خارجية
- ألفونسو غوميز على موقع بوكس ريك (الإنجليزية) (registration required)

- الموقع الرسمي